# XXXY (фильм)
XXXY — короткометражный документальный фильм Портера Гейла и Лалеха Соомеха. Фильм рассказывает о двух интерсексах: вело-курьере из Сан-Франциско Кристи Брюс и клиническом психологе Говарде Деворе.

## Сюжет
Кристи Брюс (после смены пола — Джим Амброуз) и Тайгер Девор (на момент съемок фильма носил имя Говард Девор) рассказывают свои истории. Хорхе Даабул, медицинский директор детской больницы эндокринологии, диабета и метаболизма во Флориде, даёт комментарии с медицинской точки зрения. Родители Кристи (Алиса и Джон) обсуждают свой опыт воспитания интерсекс-ребенка.

## Реакция на фильм
Фильм получил широкое одобрение и помимо этого ряд наград, включая Student Academy Award for Best Documentary в 2001 году, а также премию «Student Award for Best Documentary» на шестом ежегодном фестивале «Annual Palm Springs International Festival of Short Films».
Фильм был показан на более чем десятке международных кинофестивалей.
The New Yorker опубликовал статью о фильме XXXY под названием «Новая эра для прав интерсексов».

## Награды
- Лучший документальный фильм — 2001 Student Academy Awards[5].
- Выбор жюри — New York Exposition of Short Film and Video[6].
- Лучший студенческий документальный фильм — Palm Springs Shorts Film Festival.
- Почетное упоминание — Directors Guild of America[7].
- Почетное упоминание — Making Waves Film Festival.
- Почетное упоминание — Louisville Film and Video Festival.
- Почетное упоминание — Western Psychological Association.